# Unterzaunsbach

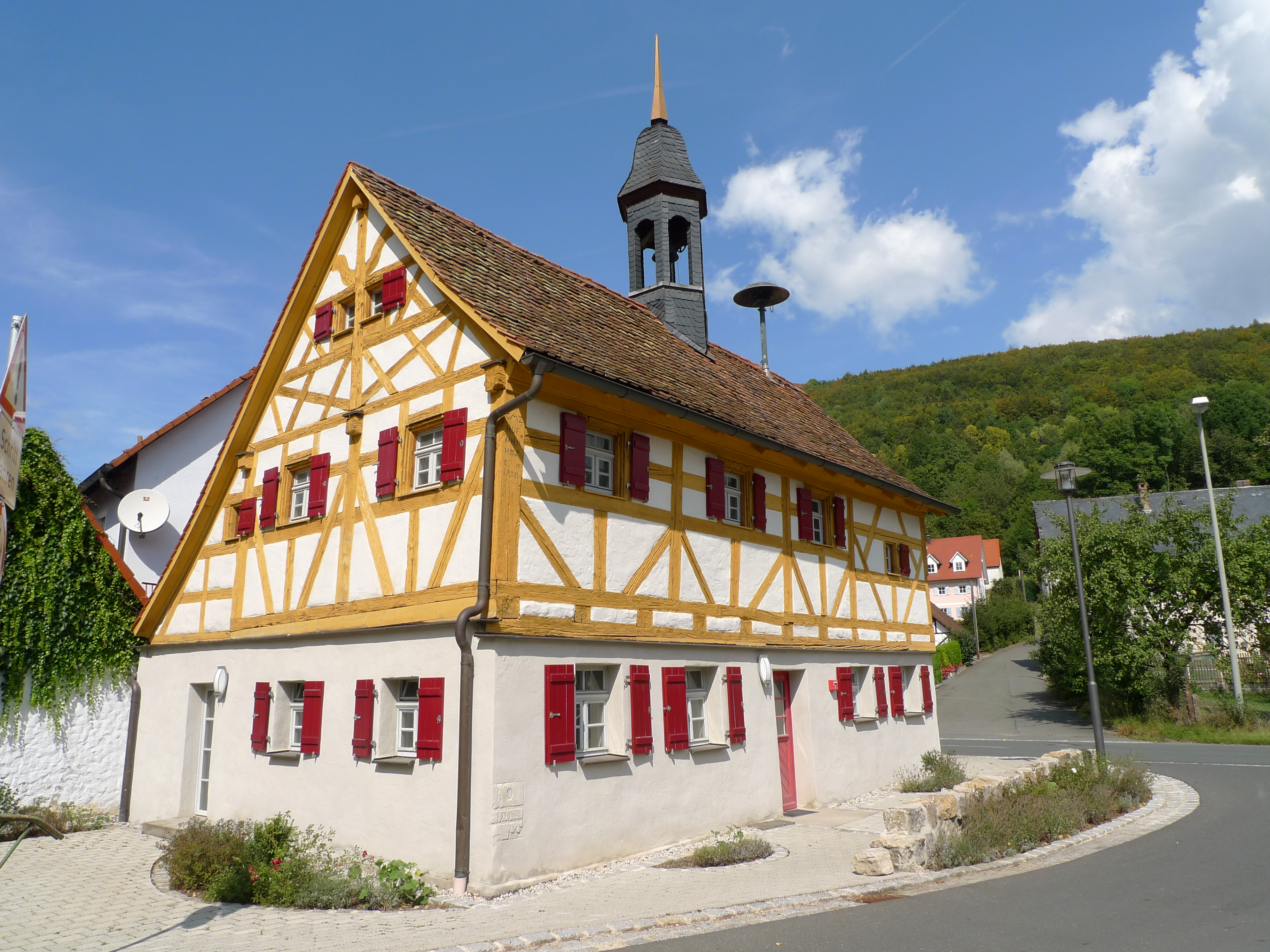
Das Glockenhaus

Unterzaunsbach ist ein Gemeindeteil des Marktes Pretzfeld im Landkreis Forchheim (Oberfranken, Bayern).

## Geographie
Das Dorf liegt im Trubachtal, etwa 4 km südöstlich von Pretzfeld. Im Nordosten erhebt sich der Wannbacher Berg (520 m ü. NHN), im Westen der Rabenberg (463 m ü. NHN). Unterzaunsbach liegt an der Staatsstraße 2260, die an Schweinthal (2 km südöstlich) vorbei nach Egloffstein (5 km südöstlich) bzw. nach Wannbach (1 km nordwestlich) führt. Die Kreisstraße FO 6 führt nach Oberzaunsbach (1 km südöstlich) und weiter nach Hundshaupten (2 km südlich).

## Geschichte
1802 übte das Bambergische Amt Ebermannstadt das Hochgericht und die Dorf- und Gemeindeherrschaft aus. Die einzelnen Anwesen unterstanden unterschiedlichen Grundherren.
Mit dem Gemeindeedikt wurde Unterzaunsbach 1808 dem Steuerdistrikt und der Ruralgemeinde Zaunsbach zugeordnet. In der freiwilligen Gerichtsbarkeit unterstanden vier Anwesen dem Patrimonialgericht Kunreuth.
Am 1. Mai 1978 wurde diese im Zuge der Gebietsreform aufgelöst und der Ort nach Pretzfeld eingegliedert.
2013 wurde im Ort die Brücke über die Trubach neu gebaut.

### Baudenkmal
- Haus Nr. 6: Gemeindehaus

### Einwohnerentwicklung
| Jahr      | 001827 | 001861 | 001871 | 001885 | 001900 | 001925 | 001950 | 001961 | 001970 | 001987 |
| Einwohner | 176    | 187    | 194    | 185    | 148    | 122    | 199    | 128    | 116    | 108    |
| Häuser    |        |        |        | 32     | 28     | 30     | 31     | 31     |        | 36     |
| Quelle    | [ 9 ]  | [ 10 ] | [ 11 ] | [ 12 ] | [ 13 ] | [ 14 ] | [ 15 ] | [ 16 ] | [ 17 ] | [ 1 ]  |

## Religion
Der Ort ist seit der Reformation evangelisch-lutherisch geprägt und gehört zur Kirchengemeinde St. Johannis (Wannbach). Die Katholiken sind nach St. Jakobus (Leutenbach) gepfarrt.

## Wirtschaft
In Unterzaunsbach gibt es Gasthäuser und die Brauerei Meister.